# Amblyomma marmoreum
Amblyomma marmoreum es una especie de garrapata dura del género Amblyomma, subfamilia Amblyomminae. Fue descrita científicamente por Dönitz en 1910.
Se distribuye por Tanzania, Angola y Kenia. Habita principalmente en tortugas y ocasionalmente en perros y algunos reptiles. Se ha encontrado en Stigmochelys pardalis (tortuga leopardo), Aldabrachelys gigantea (tortuga gigante de Aldabra) y Chelonoidis denticulata (tortuga terrestre de patas amarillas).